# Binsenschneide
Die Binsenschneide (Cladium mariscus), auch Binsen-Schneide, Schneidried, Schneidebinse oder Schneide genannt, ist eine Pflanzenart aus der Gattung Schneiden (Cladium) innerhalb der Familie der Sauergrasgewächse (Cyperaceae).

## Beschreibung

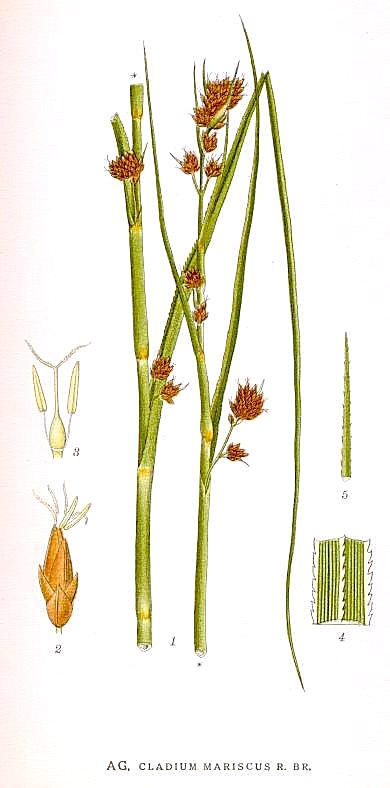
Illustration

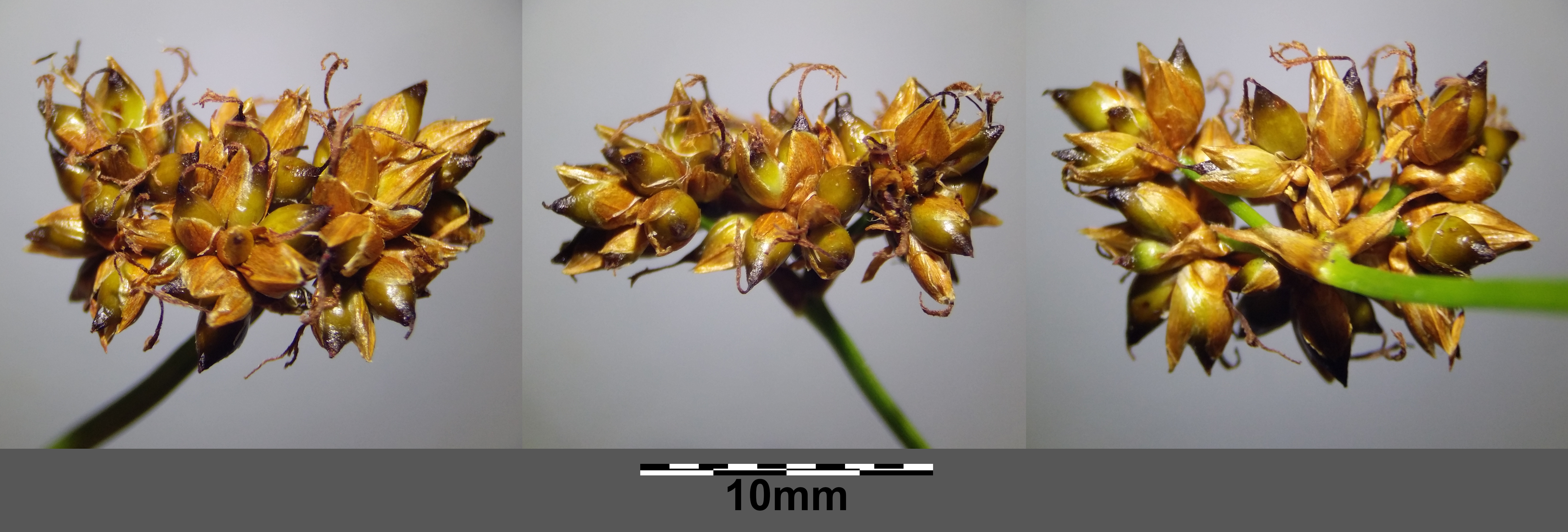
Teilblütenstände

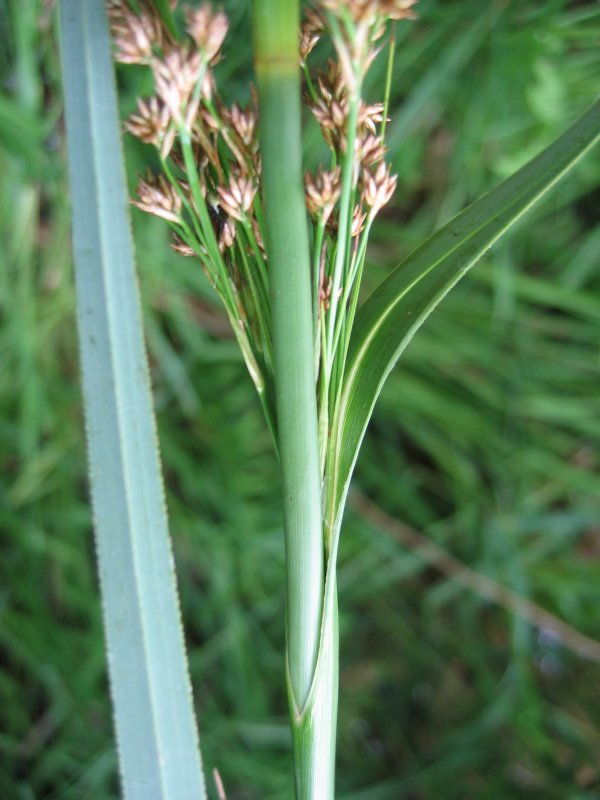
Stängel und scharf gezähnte derbe Laubblätter

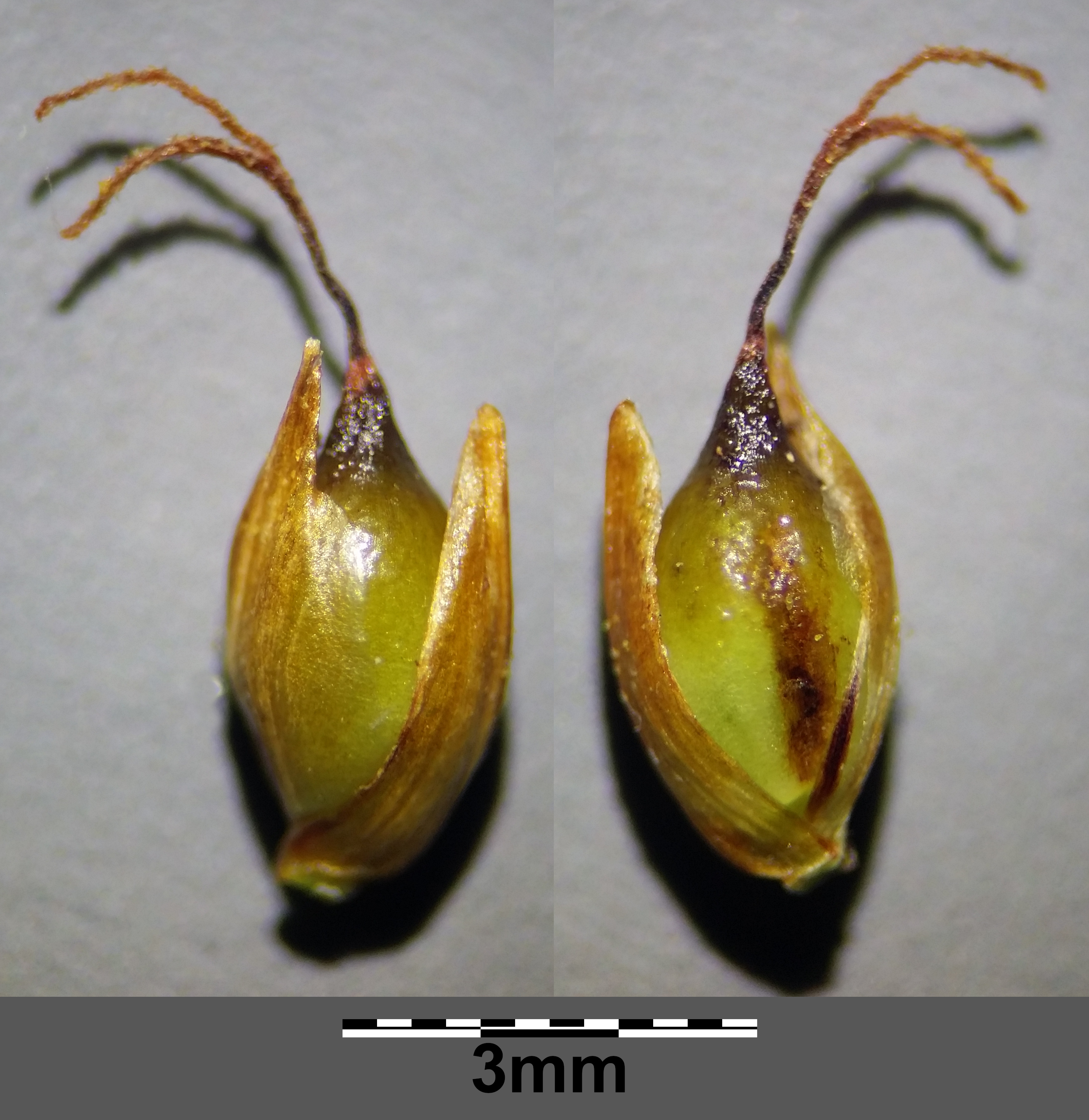
Früchte

### Vegetative Merkmale
Die Binsenschneide wächst als wintergrüne, ausdauernde krautige Pflanze und erreicht Wuchshöhen von 0,5 bis 2,5 Metern. Sie bildet mit langen Ausläufern, meist an Gewässerrändern, große, dichte Bestände. Der dicke, glatte, bei einem Durchmesser von bis zu 1 Zentimeter, am Grund sogar bis zu 4 Zentimeter runde oder etwas dreikantige Stängel ist bis zum Blütenstand beblättert.
Die Blätter sind schraubig angeordnet. Die Blattscheiden sind gegenüber dem Spreitenansatz tief ausgerandet, gelb-braun und zuletzt schwarz-braun und meist stark netzaderig. Die Blattspreite ist 0,7 bis 1,5 Zentimeter breit; sie sind bis 2 Meter lang und am Rand und auf dem Kiel durch vorwärts gerichtete Stachelchen schneidend.

### Generative Merkmale
Die Blütezeit reicht von Juni bis Juli. Die Hüllblätter des Blütenstandes sind laubblattartig, die unteren lang und den Teilblütenstand überragend, die der endständigen Spirre ziemlich kurz. Der Blütenstand ist zusammengesetzt, 30 bis 50, selten bis zu 70 Zentimeter lang und besteht aus einer endständigen Spirre und drei bis sieben seitlichen, lang gestielten köpfchenartigen Spirren. Die Spirrenstiele sind bis zu 8 Zentimeter lang, die Spirrenäste bis zu 4 Zentimeter lang. Drei bis 15 Ährchen sind an den Auszweigungen des Blütenstandes köpfchenartig zusammengedrängt. Die Ährchen sind bei einer Länge von 3 bis 5 Millimetern sowie einer Breite von bis zu 1,5 Millimetern länglich bis länglich-eiförmig, enthalten meist zwei Blüten und tragen am Grund drei bis fünf sterile Spelzen. Die sterilen Spelzen sind 1,5 bis 2,5 Millimeter lang und etwa 1,5 Millimeter breit, die fertilen Spelzen sind etwa 4 Millimeter lang und bis zu 2 Millimeter breit, alle sind einfarbig hell-braun. Hypogyne Borsten fehlen. Jede Blüte enthält meist zwei, selten drei Staubblätter und meist drei Narben, selten zwei oder vier.
Die glänzend dunkel-braune Frucht ist bei einer Länge von 3 bis 3,5 Millimetern sowie einer Breite von etwa 1,5 Millimetern eiförmig, im Querschnitt rund und in einem schildförmigen weißen Diskus sitzend und nach oben in einen lange Stachelspitze verschmälert.
Die Chromosomenzahl beträgt 2n = 36 oder ca. 60.

## Ökologie
Bei der Binsenschneide handelt es sich um einen Kryptophyten und Hydrophyten.

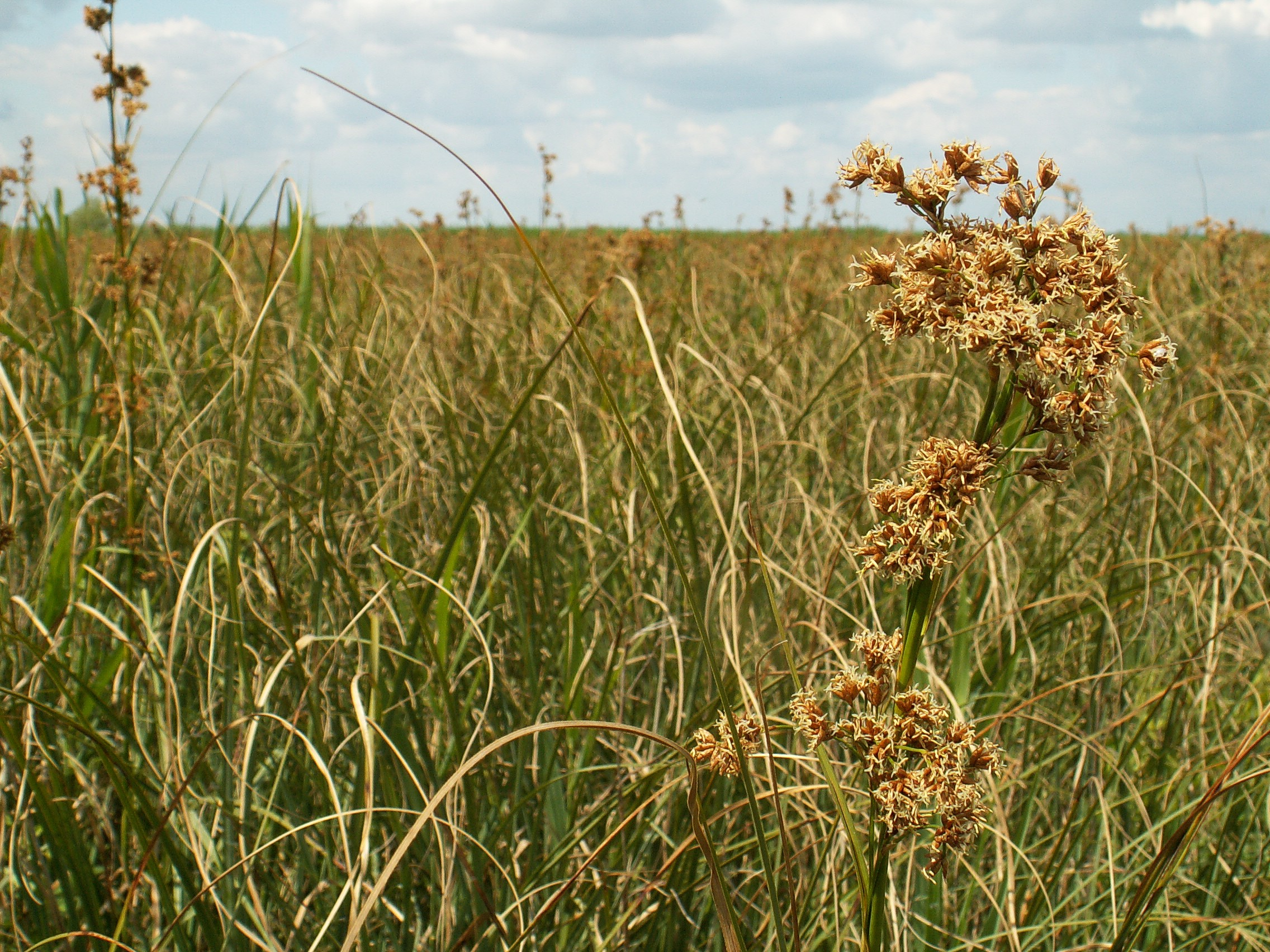
Habitus im Habitat

## Vorkommen

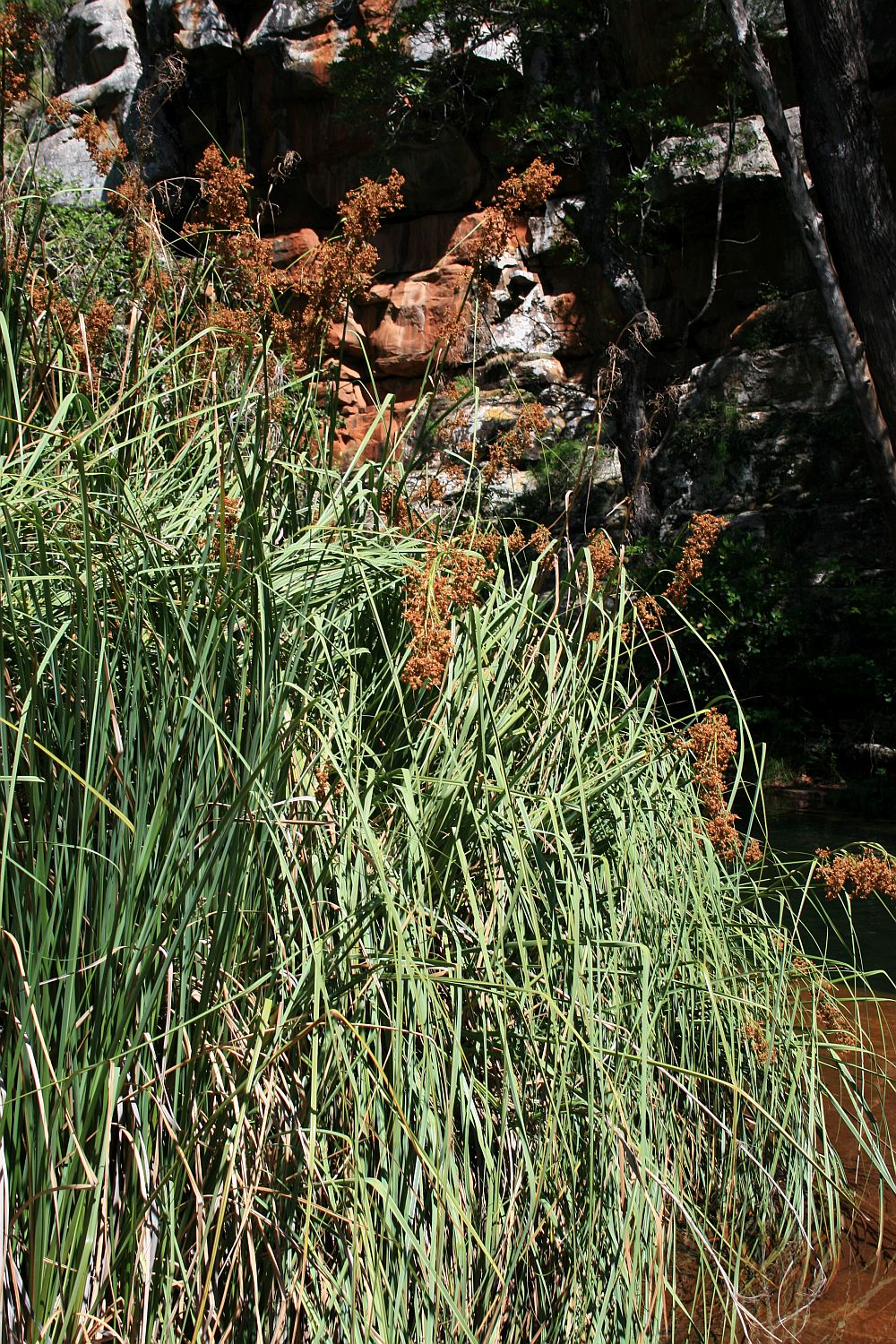
Cladium mariscus subsp. jamaicense

Das Verbreitungsgebiet von Cladium mariscus umfasst die gemäßigten Gebiete Eurasiens, Nordafrika, der Neuen Welt und das Gebiet von Australien bis zu den Inseln des südwestlichen Pazifik. In zahlreichen anderen Ländern ist sie ein Neophyt.
In Mitteleuropa fehlt die Binsen-Schneide in größeren Gebieten oder sie ist sehr selten, sie kommt dort nur vereinzelt, dann aber meist in kleineren Beständen vor, beispielsweise am Bodensee und im Alpenvorland. Die gegen Stickstoffsalze empfindliche Binsen-Schneide geht an fast allen ihren mitteleuropäischen Standorten zurück. Wesentlich liegt das an der Erschließung der Seeufer für den Badebetrieb bzw. für Campingplätze. Als Ursache für den Rückgang wurden auch klimatische Änderungen diskutiert, da die Binsen-Schneide, wie Samenfunde aus der Jungsteinzeit bezeugen, damals in Mitteleuropa weiter verbreitet war als heute.
Die Binsen-Schneide gedeiht am besten einen sommerwarmen, wenigstens zeitweise überschwemmten, basenreichen, oft schlammigen und meist kalkhaltigen, ja kalkreichen Böden. Sie gedeiht nur in klimatisch günstigen Gegenden am Ufer stehender Gewässer hinter dem Schilfgürtel, sowie in Gräben oder in Flach- und Wiesenmooren. Sie ist eine Charakterart des Cladietum aus dem Verband Phragmition. Sie steigt in Tirol im Villermoor bei Innsbruck bis in eine Höhenlage von 830 Meter auf, ist aber meist steril.
Die ökologischen Zeigerwerte nach Landolt et al. 2010 sind in der Schweiz: Feuchtezahl F = 4w+ (überschwemmt aber stark wechselnd), Lichtzahl L = 4 (hell), Reaktionszahl R = 5 (basisch), Temperaturzahl T = 4+ (warm-kollin), Nährstoffzahl N = 3 (mäßig nährstoffarm bis mäßig nährstoffreich), Kontinentalitätszahl K = 2 (subozeanisch), Salztoleranz = 1 (tolerant).
Die Binsenschneide tritt in Deutschland meist an Rändern von Gewässern auf; solche sehr feuchten Standorte sind häufig saisonal überflutet, oder können zeitweilig trockenfallen. Meist handelt es sich um relativ kleine Standgewässer wie Seen, Teiche, Tümpel oder Gräben. Sie kommt auch in Brachen von Niedermooren vor. In Deutschland sind ihre Bestände seit Jahrzehnten bedroht u. a. durch die Absenkung des Grundwasserspiegels und der Kultivierung von Mooren. In vielen deutschen Bundesländern steht sie 1996 deshalb auch auf der Roten Liste der Gefäßpflanzen. Sie kommt in allen Teilen von Deutschland relativ selten vor.

## Systematik und Verbreitung
Die Erstveröffentlichung erfolgte 1753 unter dem Namen Schoenus mariscus durch Carl von Linné in Species Plantarum, Tomus I, Seite 42. Die Neukombination zu Cladium mariscus (L.) Pohl wurde 1809 durch Johann Baptist Emanuel Pohl in Tentamen Florae Bohemicae Band 1, S. 32 veröffentlicht. Ein weiteres Synonym für Cladium mariscus (L.) Pohl ist Isolepis martii Roem. & Schult.
Je nach Autor gibt es wenige Unterarten:
- Cladium mariscus subsp. californicum (S.Watson) Govaerts: Sie kommt von den südwestlichen und südlich-zentralen Vereinigten Staaten bis zu den mexikanischen Bundesstaaten Sonora und Coahuila vor.[5]
- Cladium mariscus subsp. intermedium Kük.: Sie kommt in Australien und in Neukaledonien vor.[5]
- Cladium mariscus subsp. jamaicense (Crantz) Kük.: Sie ist in der Neotropis verbreitet und ist in zahlreichen Ländern Afrikas, in Neuguinea, Madagaskar und Indonesien ein Neophyt.[5][5]
- Cladium mariscus subsp. mariscus: Sie kommt in Europa vor, von Nordafrika bis zum Kaukasusraum und vom Himalaja bis in die gemäßigten Gebiete Ostasiens.[5]

## Nutzung

Mit Schneidried gedecktes Dach eines Gotländischen Hofes

Diese Sumpfpflanze wurde früher zum Decken der Dächer verwendet und ihre sehr scharf gezähnten, starren, schneidigen Blätter können bei Berührung Verletzungen hervorrufen.
Einzelne größere Bestände der Binsenschneide gibt es noch auf der Insel Gotland in Schneidriedsümpfen (Agmyr). Dieses „Gras“, schwedisch „Ag“, wurde dort früher zum Decken der Dächer von Häusern und Schafunterständen verwendet.